# Mukdenia rossii
Mukdenia rossii är en stenbräckeväxtart som först beskrevs av Daniel Oliver, och fick sitt nu gällande namn av Gen-Iti Koidzumi. Mukdenia rossii ingår i släktet Mukdenia och familjen stenbräckeväxter. Inga underarter finns listade i Catalogue of Life.

## Bildgalleri

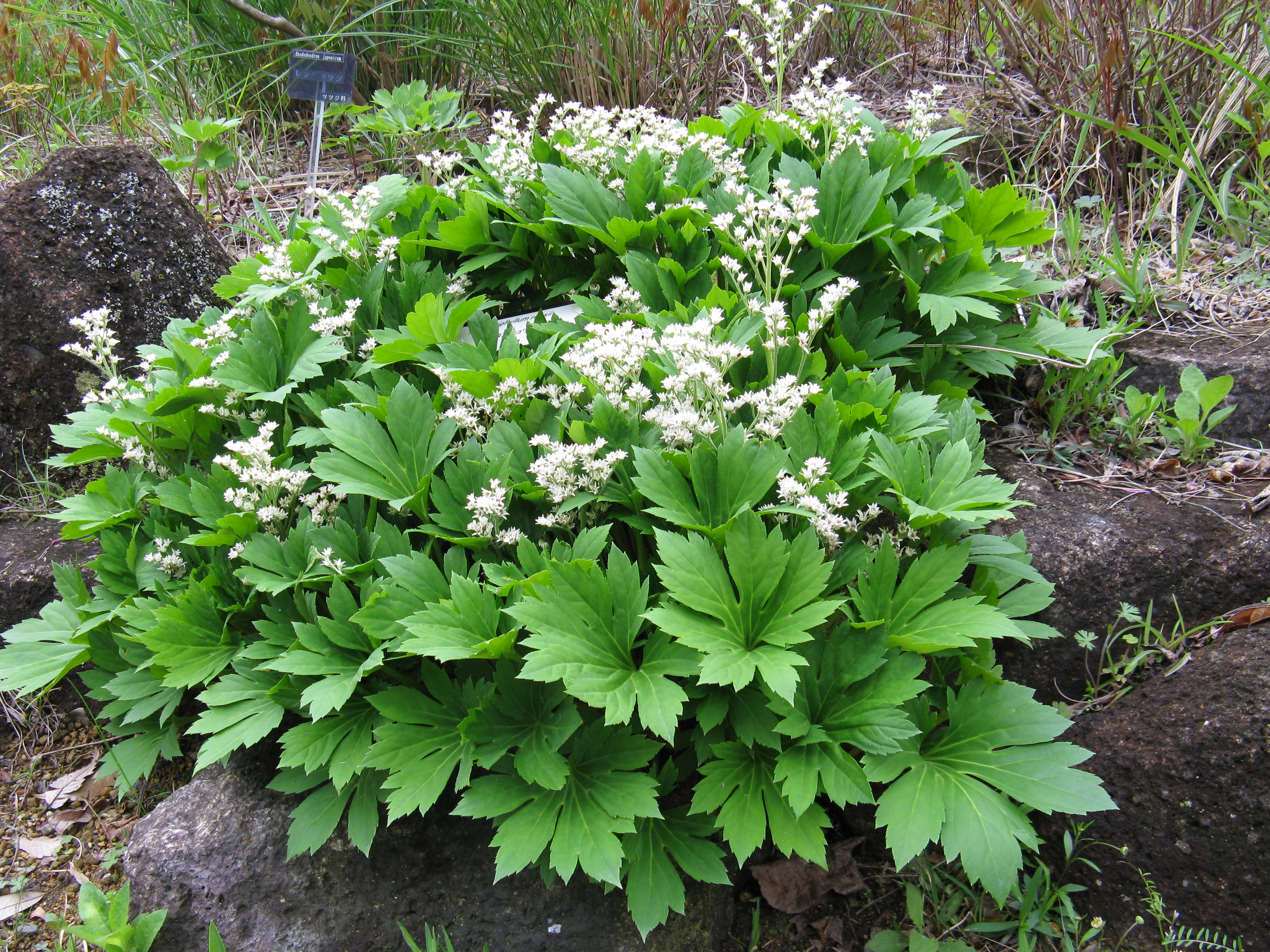
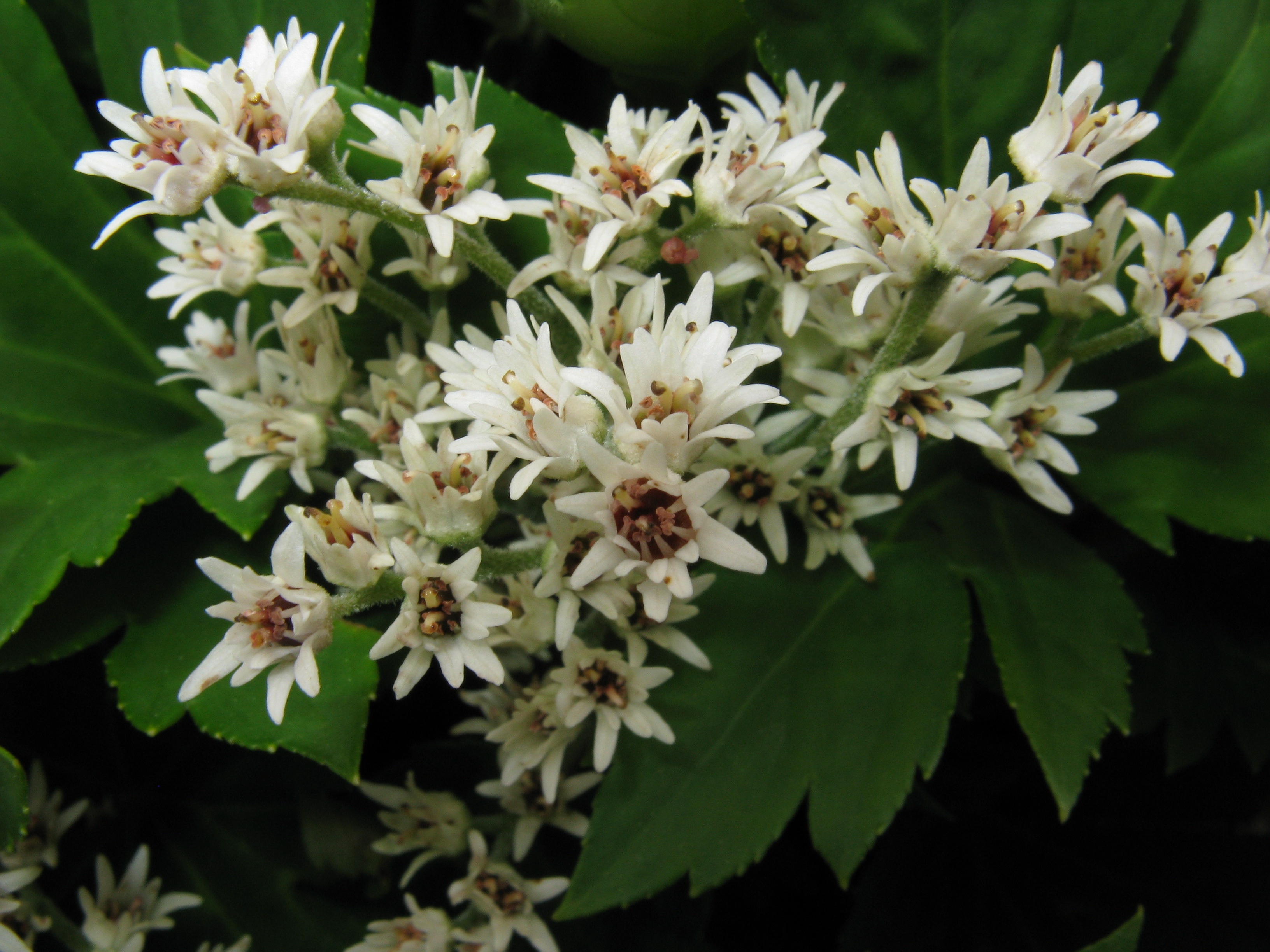
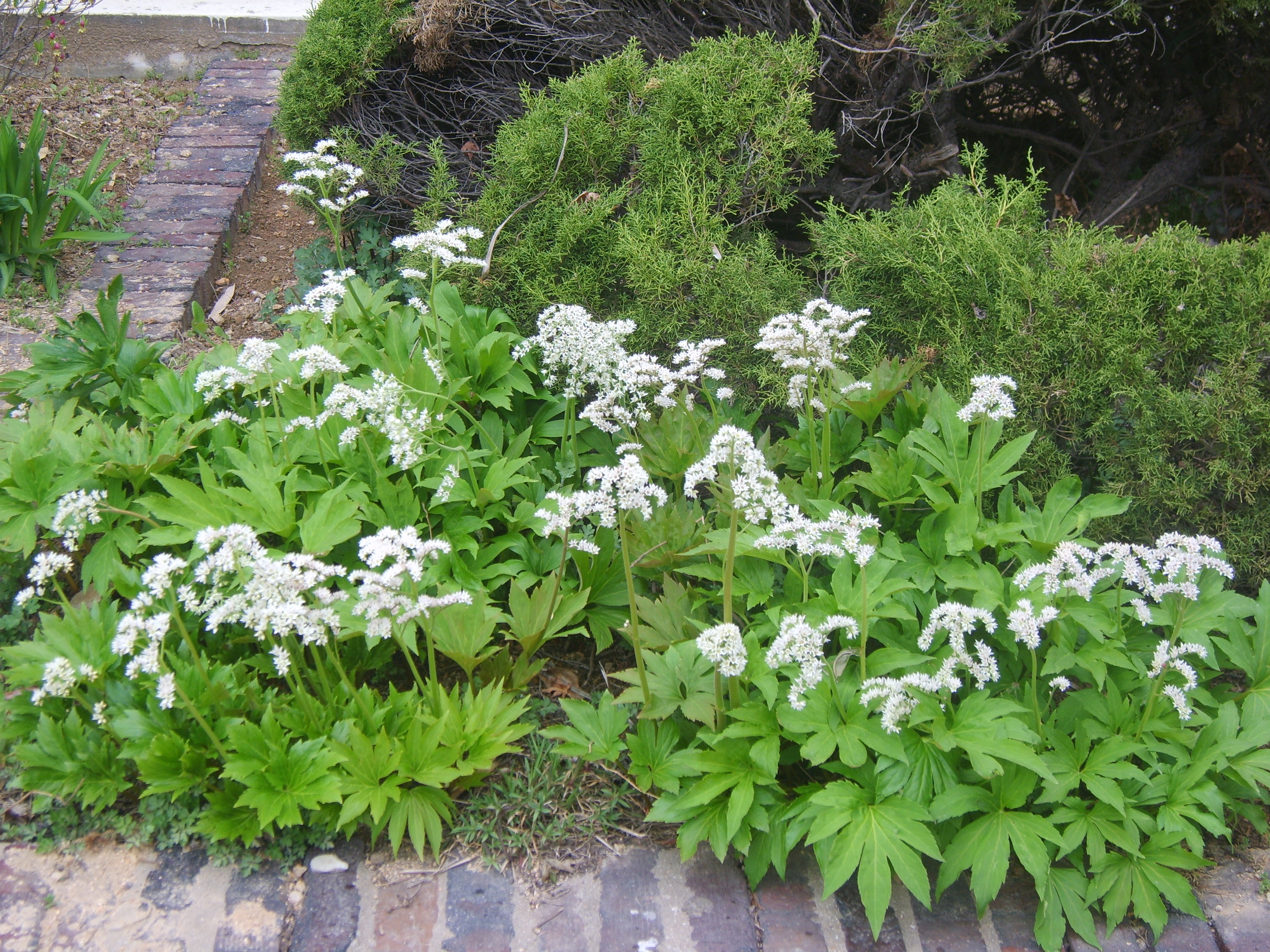
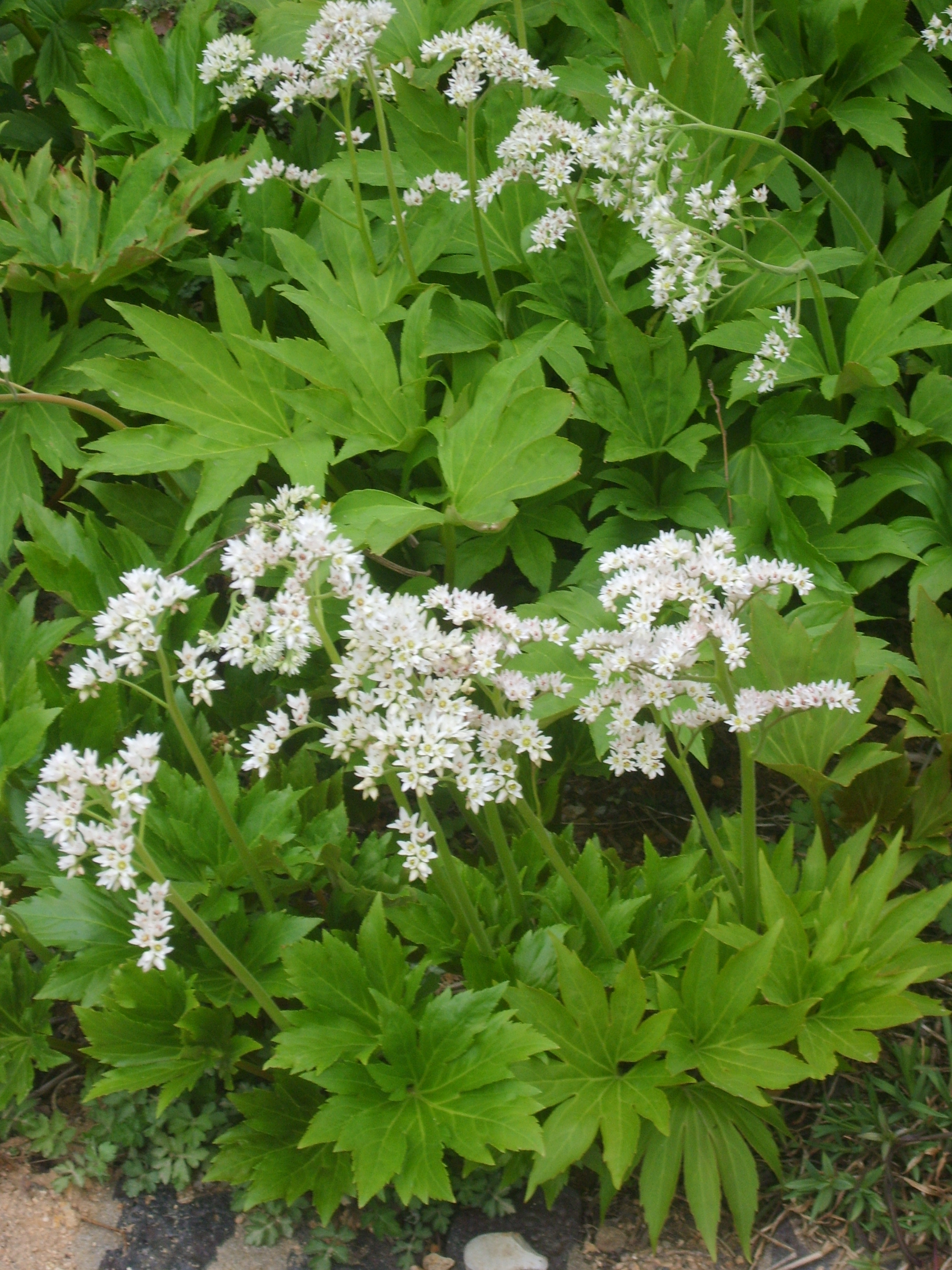
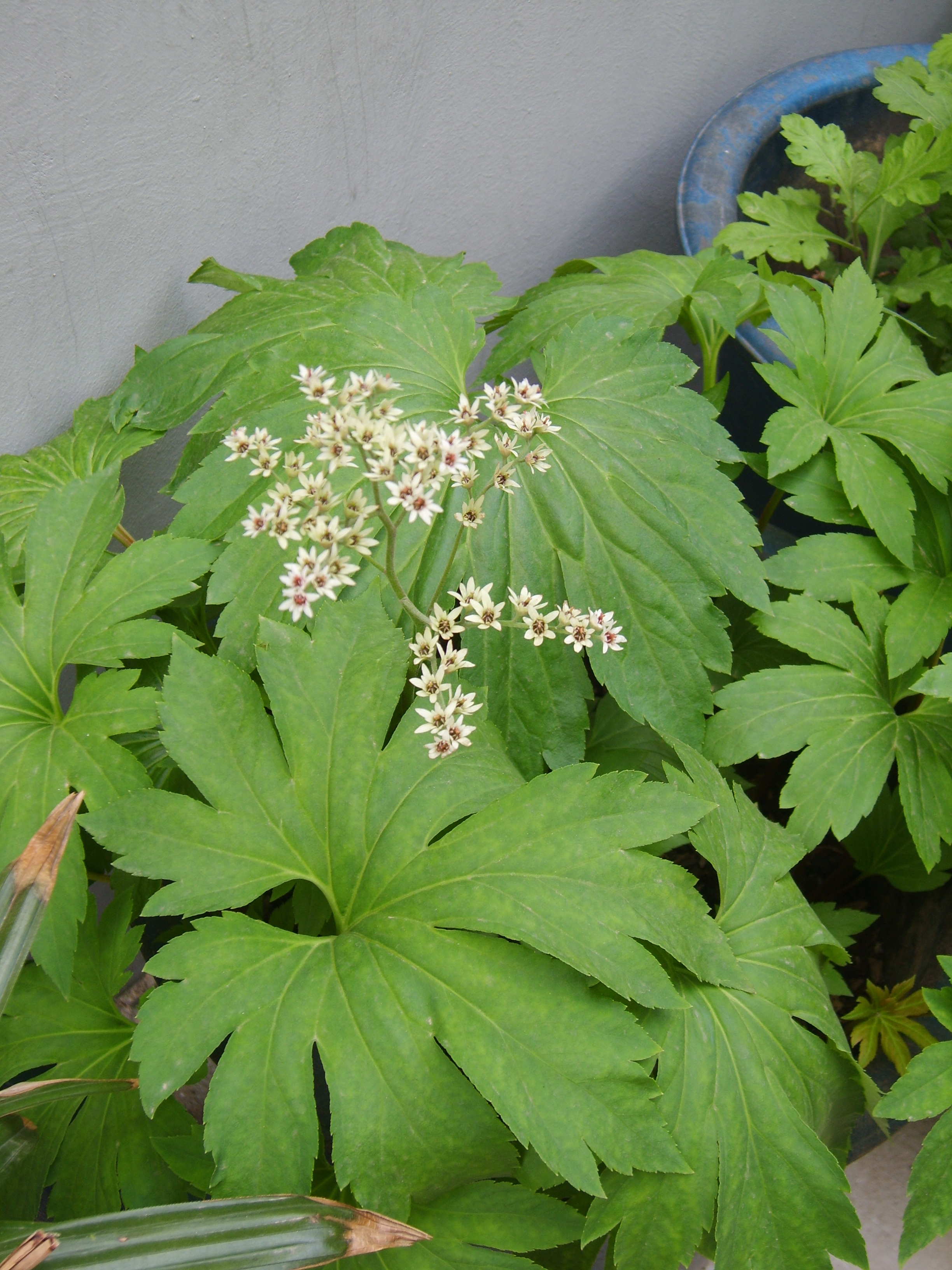
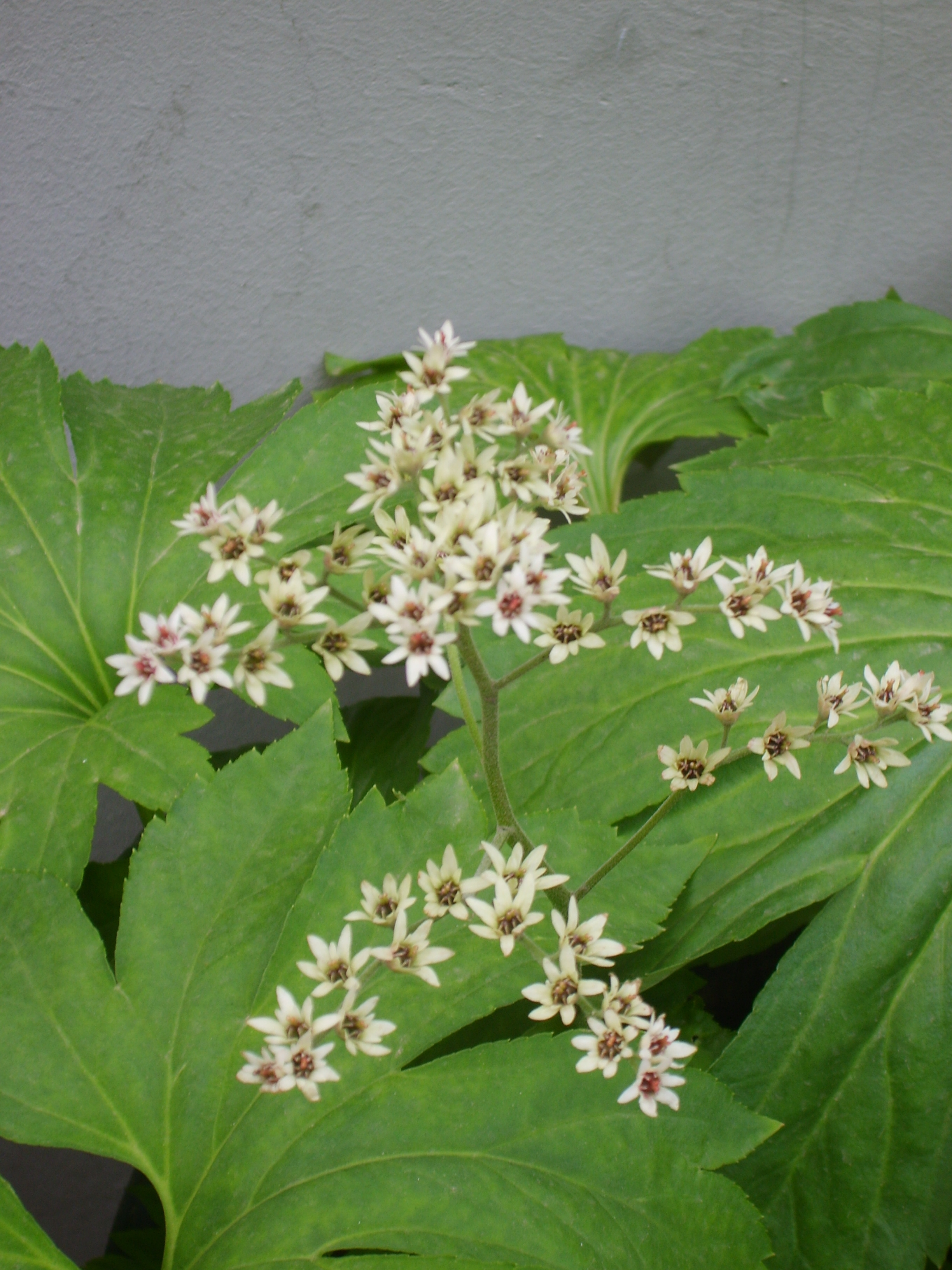